# بيكيتي
بيكيتي دجاسي بريتو سيلفا (بالبرتغالية: Piqueti‏) (مواليد 12 فبراير 1993 في بيساو) هو لاعب كرة قدم غيني بيساو في نادي طويق السعودي. يلعب كلاعب جناح.

## روابط خارجية
- بيكيتي على موقع الاتحاد الدولي (مؤرشف)  (الإنجليزية)
- بيكيتي على موقع قاعدة بيانات كرة القدم.إي يو (الإنجليزية)
- بيكيتي على موقع ناشيونال فوتبول تيمز (الإنجليزية)
- بيكيتي على موقع Soccerway.com (الإنجليزية)
- بيكيتي على موقع AS.com (الإسبانية)